# Мікросхеми серії 74xx

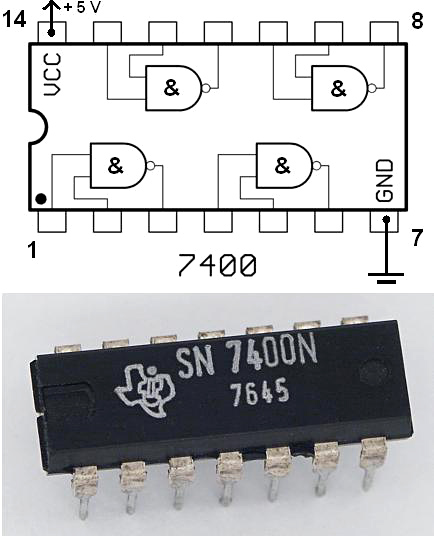
Мікросхема 7400, що містить чотири елемента 2І-НЕ. Суфікс N позначає PDIP-корпус. Число меншим шрифтом у другому рядку (7645) - код дати; ця мікросхема вироблена в 1976 році на 45 тижні.

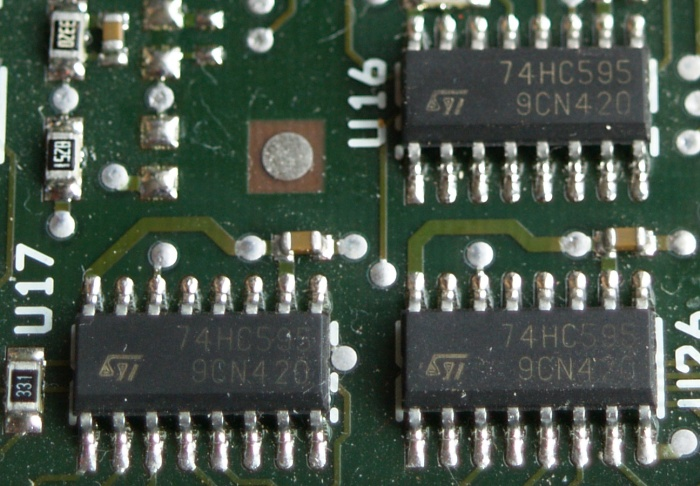
Регіст зсуву 74HC595 у поверхнево-монтовуваному корпусі на друкованій платі.

7400 — серія інтегральних мікросхем на ТТЛ-логіці, відома як перше широко поширене сімейство інтегральних мікросхем з ТТЛ-логікою. Вона використовувалася для побудови мінікомп'ютерів і мейнфреймів в 1960-х і 1970-х роках. Було кілька сумісних по розведенню виводів поколінь оригінального сімейства, що стали стандартом де-факто.

## Огляд
7400 серія містить сотні пристроїв, що забезпечують функції від базових логічних операцій, тригерів, лічильників, до шинних формувачів, передавачів сигналу і  арифметико-логічних пристроїв.
Сьогодні поверхнево-монтовані мікросхеми КМОН 7400 серії використовуються в споживчій електроніці і як узгоджуюча логіка в комп'ютерах і промисловій електроніці. Найшвидші елементи виконуються тільки для поверхневого монтажу. Пристрої в DIP-корпусах багато років широко використовувалися в промисловості, тепер їх застосовують для  швидкого прототипування і навчання, залишаючись доступними для багатьох пристроїв.
Мікросхема в DIP-корпусі з 14 виводами, праворуч - представник серії, що містить чотири елементи І-НЕ, кожен з двома входами і одним виходом. Два додаткових виводи з'єднуються з джерелом живлення (+5 В) і землею. Ця мікросхема має вітчизняний аналог — К155ЛА3 з аналогічним розташуванням виводів.
Незважаючи на те, що спочатку сімейство розроблялося для цифрової логіки, в ньому можна зустріти аналогові пристрої, наприклад тригери Шмітта. Як і 4000 серія, нові КМОН 7400 серії також придатні для використання як аналогові підсилювачі з негативним зворотним зв'язком (подібно до операційних підсилювачів з тільки одним інвертуючим входом).

## Підсерії
Ранні пристрої 7400 серії будувалися на  біполярних транзисторах. Нові підсерії, більш-менш сумісні функціонально і по логічним рівням, використовують КМОН-технологію або комбінацію з біполярних і КМОН транзисторів (БіКМОН). Спочатку біполярні транзистори забезпечували велику швидкість, але споживали більше енергії, ніж 4000 серія КМОН-пристроїв. Біполярні пристрої, до всього іншого, більш вимогливі до певного рівня напруги живлення, зазвичай 5 В, у той час як використовувані КМОН підтримують широкий діапазон напруг.
Пристрої для військового застосування, які мають розширений температурний діапазон, доступні в 5400 серії. Texas Instruments також виробляє пристрої з підвищеним захистом від радіації (префікс RSN).
Мікросхеми 7400 серії створювалися на різних технологіях, але сумісність зберігалася з оригінальними рівнями логіки TTL і напругою живлення. Незважаючи на те, що елементи побудовані на КМОН-логіці, а не ТТЛ, вони зберігають однакові номери для визначення ідентичних логічних функцій в різних підсеріях. Існує близько 40 підсерій, що використовують стандартну схему нумерації.
- Біполярні ІМС:
  - 74 — «стандартне ТТЛ» сімейство, не має букв між «74» і номером пристрою;
  - 74L — з малим споживанням (в порівнянні з оригінальним ТТЛ-сімейством), дуже повільні;
  - H — високошвидкісні (досі випускаються, але в основному замінені S-серіями, використовувалися в ері комп'ютерів 1970-х);
  - S — Шотткі (застаріли);
  - LS — з малим споживанням (Шотткі);
  - AS — поліпшені (Шотткі);
  - ALS — поліпшені (Шотткі) з малим споживанням;
  - F — швидкі (швидше звичайних Шотткі, аналогічні AS);
- КМОН:
  - C — КМОН, 4-15V, працюють як 4000 серія;
  - HC — високошвидкісні КМОН, аналогічні по швидкодії з LS;
  - HCT — високошвидкісні, сумісні по логічним рівням з біполярними сімействами;
  - AC — поліпшені КМОН, швидкодія в основному між S і F;
  - AHC — поліпшені високошвидкісні КМОН, в три рази швидші, ніж HC;
  - ALVC — низька напруга живлення - 1,65-3,3 В;
  - AUC — низька напруга живлення - 0,8-2,7 В;
  - FC — швидкі КМОН, швидкодія аналогічно з F;
  - LCX — КМОН з 3 В живлячою напругою і 5 В входами;
  - LVC — низька напруга живлення - 1,65-3,3 В і 5 В входами;
  - LVQ — низька напруга живлення - 3,3 В;
  - LVX — низька напруга живлення - 3,3 В і 5В входами;
  - VHC — дуже високошвидкісні КМОН - 'S' швидкодію з КМОН технологією і живленням;
  - G — супер-високі швидкості (понад 1 ГГц), виробляються Potato Semiconductor.
- БіКМОН:
  - BCT — БіКМОН, сумісні з вхідними рівнями перемикання ТТЛ, використовуються в буферах;
  - ABT — поліпшені БіКМОН, із вхідними рівнями перемикання ТТЛ, швидші, ніж ACT і BCT.

Багато мікросхем в КМОН серіях HC, AC і FC також представлені в «T»-версіях, сумісних з рівнями перемикання з ТТЛ, і 3,3 В КМОН. Мікросхеми без «T» мають рівні перемикання КМОН.

## Історія
Незважаючи на те, що 7400 серія була першим де-факто промисловим стандартом ТТЛ-сімейства, кілька виробників напівпровідникових пристроїв створювали свої сімейства з ТТЛ логікою, наприклад, Sylvania SUHL, Motorola MC4000 MTTL (не плутати з RCA CD4000 CMOS), National Semiconductor DM8000, Fairchild 9300 і Signetics 8200.
Мікросхема 7400N з чотирма 2І-НЕ елементами була першим представником серії.
Серії 5400 і 7400 використовувалися в багатьох популярних мінікомп'ютерах в 1970-х і початку 1980-х. Сімейство мінікомп'ютерів DEC PDP використовували АЛП 74181 як основний обчислювальний елемент ЦП. Як інші приклади можна представити серії Data General Nova і Hewlett-Packard 21MX, 1000 і 3000.
Любителі і студенти можуть за допомогою проводів, монтажної плати та джерела живлення на 5 В експериментувати з цифровою логікою, звертаючись до навчальних статей в журналах Byte і Popular Electronics, які містять приклади схем практично в кожному випуску. Раніше, за часів розробок великомасштабних нових ІМС, прототип нової інтегральної мікросхеми можливо було створити за допомогою мікросхем ТТЛ на декількох платах перед запуском пристрою у виробництво у вигляді ІМС. Це дозволяло емулювати готовий пристрій і тестувати логіку до появи програмного забезпечення для цих цілей.
В 1965 році одна мікросхема SN5400 (керамічний корпус, військовий температурний діапазон) коштувала $ 22. У 2007 році окремі мікросхеми комерційного температурного діапазону коштували приблизно в сто разів менше — по $ 0,25, в залежності від конкретного виробу.

## Позначення
Мікросхеми 7400 серії зазвичай використовують наступну схему позначення, проте можуть бути деякі відмінності у різних виробників . 
1. Перші дві або три букви позначають виробника:
- AM — Advanced Micro Devices;
- DS — National Semiconductor Corp.;
- MC — Motorola Semiconductor Products Inc.;
- ULN — Sprague Electric Corp.;
- uA, MM, DM — Fairchild Instrument & Camera Corp.

або призначення і технологію ІС, наприклад у Texas Instruments Inc.:
- AC — біполярні ІС поліпшені;
- SBP — біполярні мікропроцесори;
- SMJ — МОН-ІС пам'яті і мікропроцесори;
- SN — стандартні ІС;
- TAC — КМОН-логічні матриці;
- TAL — ТТЛШ-логічні матриці зі зниженою споживаною потужністю;
- TAT — ТТЛШ-логічні матриці;
- TBP — біполярні ІС пам'яті;
- TC — формувачі відеосигналів для ПЗЗ;
- TCM — ІС для телекомунікації;
- TIBPAL — біполярні ПЛМ;
- TIED — детектори інфрачервоного випромінювання;
- TIL — оптоелектронні ІС;
- TL — аналогові ІС;
- TLC — аналогові КМОН-ІС;
- TMS — МОН-ІС пам'яті і мікропроцесори;
- TM — модулі мікроЕОМ;
- VM — ІС пам'яті мовного синтезу.

2. Дві цифри та до чотирьох букв, що означають підсерію, та тип використовуваної логіки та/або технологію (див. підсерії):
- 54, 74 — стандартна ТТЛ;
- 54H, 74H (High) — швидкодіючі;
- 74F (Fast) — надшвидкодіючі;
- 54L, 74L (Low-power) — із зниженою споживаною потужністю;
- 54LS, 74LS (Low-power Schottky) — ТТЛШ зі зниженою споживаною потужністю;
- 54S, 74S (Schottky) — ТТЛШ;
- 55, 75 — стандартні інтерфейси;
- 54AS, 74AS (Advanced Schottky) — поліпшена ТТЛШ;
- 54HC, 54HCT, 74HC, 74HCT (High-speed CMOS) — швидкодіючі на основі КМОН-структур;
- 54ALS, 74ALS (Advanced Low-power Schottky) — поліпшена ТТЛШ зі зниженою споживаною потужністю;
- 76 - поліпшені ІС.

Дві цифри префікса позначають температурний діапазон для деяких серій у Texas Instruments Inc.:
- 54, 55 — -55...+125 °C, військовий діапазон температур;
- 74, 75, 76 — 0... +70 °C, комерційний діапазон температур.

3. Дві або більше цифри, присвоєні пристрою. Існують сотні найменувань в кожній підсерії, але при цьому у пристроїв з однаковими цифрами майже завжди однакова функціональність і розташування виводів незалежно від виробника, винятком можуть бути плоскі корпуси, поверхнево-монтовані елементи, деякі швидкі КМОН серії (наприклад 74AC) і, як мінімум, один низькоенергоспоживний ТТЛ-пристрій мають різне розташування виводів, в порівнянні із звичайною серією.
4. Додаткові букви і цифри можуть позначати тип корпуса, категорію якості або іншу інформацію, залежно від виробника.
Температурний діапазон також може бути позначений в суфіксі:
- Відсутність знака — 0...+70 °C;
- C — 0...+70 °C;
- E — -40...+85 °C;
- I — -25...+85 °C;
- L — 0...+70 °C;
- M — -55...+125 °C;
- S — спеціальний діапазон.

Наприклад, SN74ALS245N означає мікросхему, вироблену Texas Instruments (SN), виконану для комерційного діапазону температур (74), з сімейства поліпшених Шотткі з низьким енергоспоживанням (ALS), функція - двонаправлений восьмибітний буфер (245), корпус DIP (N).
Докладно схема позначення типу мікросхеми та її характеристики та параметри вказані в довідковому листку (англ. Data Sheet) виробника. 
Багато сучасних сімейств логіки зберігають нумерацію ТТЛ-пристроїв для допомоги розробникам. Деякі виробники, наприклад Mullard і Siemens, випускали мікросхеми, сумісні з оригінальною серією по розташуванню виводів, але з абсолютно іншою схемою нумерації, тим не менш, в документації є номер сумісної мікросхеми з 7400 серії.